# Voleibol nos Jogos Olímpicos de Verão de 2020

Ariake Arena, sede das competições de voleibol

Os torneios de voleibol nos Jogos Olímpicos de Verão de 2020 ocorreram entre os dias 24 de julho e 8 de agosto de 2021 na Ariake Arena, em Tóquio. Um total de 24 equipes (12 em cada gênero) competiram no torneio.
Foi originalmente programado para ser realizado em 2020, mas em 24 de março de 2020, as Olimpíadas foram adiadas para 2021 devido à pandemia de COVID-19, o que fez com que não houvesse espectadores nas partidas.

## Qualificação
O processo de qualificação foi confirmado pela Federação Internacional de Voleibol (FIVB) em 23 de setembro de 2018. Cada Comitê Olímpico Nacional (CON) poderia classificar uma equipe em cada torneio (masculino e feminino), totalizando 12 combinados nacionais em cada gênero.
Masculino
| Método                       | Método                       | Data                     | Local           | Vagas | Classificado   |
| ---------------------------- | ---------------------------- | ------------------------ | --------------- | ----- | -------------- |
| País-sede                    | País-sede                    | —                        | —               | 1     | Japão          |
| Pré-Olímpico Mundial         | Grupo A                      | 9–11 de agosto de 2019   | Varna           | 1     | Brasil         |
| Pré-Olímpico Mundial         | Grupo B                      | 9–11 de agosto de 2019   | Roterdã         | 1     | Estados Unidos |
| Pré-Olímpico Mundial         | Grupo C                      | 9–11 de agosto de 2019   | Bari            | 1     | Itália         |
| Pré-Olímpico Mundial         | Grupo D                      | 9–11 de agosto de 2019   | Gdańsk–Sopot    | 1     | Polônia        |
| Pré-Olímpico Mundial         | Grupo E                      | 9–11 de agosto de 2019   | São Petersburgo | 1     | Rússia         |
| Pré-Olímpico Mundial         | Grupo F                      | 9–11 de agosto de 2019   | Ningbo          | 1     | Argentina      |
| Pré-Olímpico Europeu         | Pré-Olímpico Europeu         | 5–10 de janeiro de 2020  | Berlim          | 1     | França         |
| Pré-Olímpico Asiático        | Pré-Olímpico Asiático        | 7–12 de janeiro de 2020  | Jiangmen        | 1     | Irã            |
| Pré-Olímpico Africano        | Pré-Olímpico Africano        | 7–11 de janeiro de 2020  | Cairo           | 1     | Tunísia        |
| Pré-Olímpico Sul-Americano   | Pré-Olímpico Sul-Americano   | 10–12 de janeiro de 2020 | Mostazal        | 1     | Venezuela      |
| Pré-Olímpico Norte-Americano | Pré-Olímpico Norte-Americano | 10–12 de janeiro de 2020 | Vancouver       | 1     | Canadá         |
| Total                        | Total                        | Total                    | Total           | 12    |                |

Feminino
| Método                       | Método                       | Data                     | Local             | Vagas | Classificado         |
| ---------------------------- | ---------------------------- | ------------------------ | ----------------- | ----- | -------------------- |
| País-sede                    | País-sede                    | —                        | —                 | 1     | Japão                |
| Pré-Olímpico Mundial         | Grupo A                      | 1–4 de agosto de 2019    | Breslávia         | 1     | Sérvia               |
| Pré-Olímpico Mundial         | Grupo B                      | 1–4 de agosto de 2019    | Ningbo            | 1     | China                |
| Pré-Olímpico Mundial         | Grupo C                      | 1–4 de agosto de 2019    | Bossier City      | 1     | Estados Unidos       |
| Pré-Olímpico Mundial         | Grupo D                      | 1–4 de agosto de 2019    | Uberlândia        | 1     | Brasil               |
| Pré-Olímpico Mundial         | Grupo E                      | 1–4 de agosto de 2019    | Kaliningrado      | 1     | Rússia               |
| Pré-Olímpico Mundial         | Grupo F                      | 1–4 de agosto de 2019    | Catânia           | 1     | Itália               |
| Pré-Olímpico Africano        | Pré-Olímpico Africano        | 5–9 de janeiro de 2020   | Yaoundé           | 1     | Quênia               |
| Pré-Olímpico Sul-Americano   | Pré-Olímpico Sul-Americano   | 7–9 de janeiro de 2020   | Bogotá            | 1     | Argentina            |
| Pré-Olímpico Asiático        | Pré-Olímpico Asiático        | 7–12 de janeiro de 2020  | Nakhon Ratchasima | 1     | Coreia do Sul        |
| Pré-Olímpico Europeu         | Pré-Olímpico Europeu         | 7–12 de janeiro de 2020  | Apeldoorn         | 1     | Turquia              |
| Pré-Olímpico Norte-Americano | Pré-Olímpico Norte-Americano | 10–12 de janeiro de 2020 | Santo Domingo     | 1     | República Dominicana |
| Total                        | Total                        | Total                    | Total             | 12    |                      |

## Calendário
A competição masculina iniciou as disputas do voleibol em 24 de julho e duraram 16 dias até as disputas por medalhas do torneio feminino em 8 de agosto de 2021.
| FG | Fase de grupos | QF | Quartas de final | SF | Semifinal | B | Disputa pelo bronze | F | Final |

| DataEvento | 24 jul | 25 jul | 26 jul | 27 jul | 28 jul | 29 jul | 30 jul | 31 jul | 1 ago | 2 ago | 3 ago | 4 ago | 5 ago | 5 ago | 6 ago | 6 ago | 7 ago | 7 ago | 8 ago | 8 ago |
| ---------- | ------ | ------ | ------ | ------ | ------ | ------ | ------ | ------ | ----- | ----- | ----- | ----- | ----- | ----- | ----- | ----- | ----- | ----- | ----- | ----- |
| Masculino  | FG     |        | FG     |        | FG     |        | FG     |        | FG    |       | QF    |       | SF    | SF    |       |       | B     | F     |       |       |
| Feminino   |        | FG     |        | FG     |        | FG     |        | FG     |       | FG    |       | QF    |       |       | SF    | SF    |       |       | B     | F     |

## Medalhistas
| Evento             | Ouro | Prata | Bronze |
| ------------------ | --- | --- | --- |
| Masculino detalhes | Barthélémy Chinenyeze Jenia Grebennikov Jean Patry Benjamin Toniutti Kévin Tillie Earvin N'Gapeth Antoine Brizard Stephen Boyer Nicolas Le Goff Daryl Bultor Trévor Clévenot Yacine Louati FRA França                     | Yaroslav Podlesnykh Artem Volvich Dmitry Volkov Ivan Iakovlev Denis Bogdan Pavel Pankov Viktor Poletaev Maxim Mikhaylov Egor Kliuka Ilyas Kurkaev Igor Kobzar Valentin Golubev ROC                                         | Matías Sánchez Federico Pereyra Cristian Poglajen Facundo Conte Agustín Loser Santiago Danani Sebastián Solé Bruno Lima Ezequiel Palacios Luciano De Cecco Nicolás Méndez Martín Ramos ARG Argentina |
| Feminino detalhes  | Micha Hancock Jordyn Poulter Justine Wong-Orantes Jordan Larson Andrea Drews Jordan Thompson Michelle Bartsch-Hackley Kimberly Hill Foluke Akinradewo Haleigh Washington Kelsey Robinson Chiaka Ogbogu USA Estados Unidos | Carol Gattaz Rosamaria Montibeller Macris Carneiro Roberta Ratzke Gabriela Guimarães Tandara Caixeta Natália Pereira Ana Carolina da Silva Fernanda Garay Ana Cristina de Souza Camila Brait Ana Beatriz Correa BRA Brasil | Bianka Buša Mina Popović Slađana Mirković Brankica Mihajlović Maja Ognjenović Ana Bjelica Maja Aleksić Milena Rašić Silvija Popović Tijana Bošković Bojana Milenković Jelena Blagojević SRB Sérvia   |

## Quadro de medalhas
| Ordem | País               | Medalha de ouro | Medalha de prata | Medalha de bronze |   | Ordem por total |
| ----- | ------------------ | --------------- | ---------------- | ----------------- | - | --------------- |
| 1     | USA Estados Unidos | 1               |                  |                   | 1 | 1               |
|       | FRA França         | 1               |                  |                   | 1 | 1               |
| 3     | BRA Brasil         |                 | 1                |                   | 1 | 1               |
|       | ROC                |                 | 1                |                   | 1 | 1               |
| 5     | ARG Argentina      |                 |                  | 1                 | 1 | 1               |
|       | SRB Sérvia         |                 |                  | 1                 | 1 | 1               |
| TOTAL | TOTAL              | 2               | 2                | 2                 | 6 | —               |